# شان هایس (بازیگر)
شان پاتریک هایس (به انگلیسی: Sean Patrick Hayes) (متولد ۲۶ ژوئن ۱۹۷۰) بازیگر، صداپیشه، و کمدین اهل آمریکا است. وی بیشتر به خاطر ایفای نقش جک مک‌فارلند در مجموعه تلویزیونی شبکه ان‌بی‌سی (شبکه)، ویل و گریس شناخته می‌شود. به خاطر ایفای این نقش وی برنده یک جایزه امی، چهار جایزه SAG، یک جایزه کمدی آمریکایی و نامزدی شش گلدن گلوب شده‌است.
از فیلم‌های معروف او می‌توان به بازی در فیلم‌های سه کله‌پوک، مردان سول، شکلک، بزن و فرار کن، برنده یک قرار با تاد همیلتون!، سوزان تنبل و شان دنیا را نجات می‌دهد اشاره کرد.